# Гостевой дом
Гостево́й дом, также гест хауз, гестхауз, гестхаус, гест хаус или гест (от англ. guest house) — понятие, широко используемое в сфере туризма, близкое к гостинице. В отличие от гостиницы, гостевой дом обладает набором параметров, которые делают условия проживания в нём приближёнными к домашним.
Гостевой дом является частным домовладением, владелец которого сдаёт его внаём (в аренду) целиком или покомнатно. Зачастую сам владелец и его семья проживают в том же домовладении, но на отдельном этаже или в отдельной части домовладения. Предоставляя те или иные услуги, владелец гостевого дома действует по своему усмотрению, но подконтролен многим государственным структурам, которым подконтрольны и гостиницы. В этом есть свои положительные и отрицательные моменты.
Этажность и площадь гостевых домов, а также количество комнат и номеров не регламентируется. Но в основном это двух- или трёхэтажные здания, общей площадью около 400 м² и количеством комнат порядка 10-20. Свободная территория гостевого дома, основную её часть занимает само домовладение.

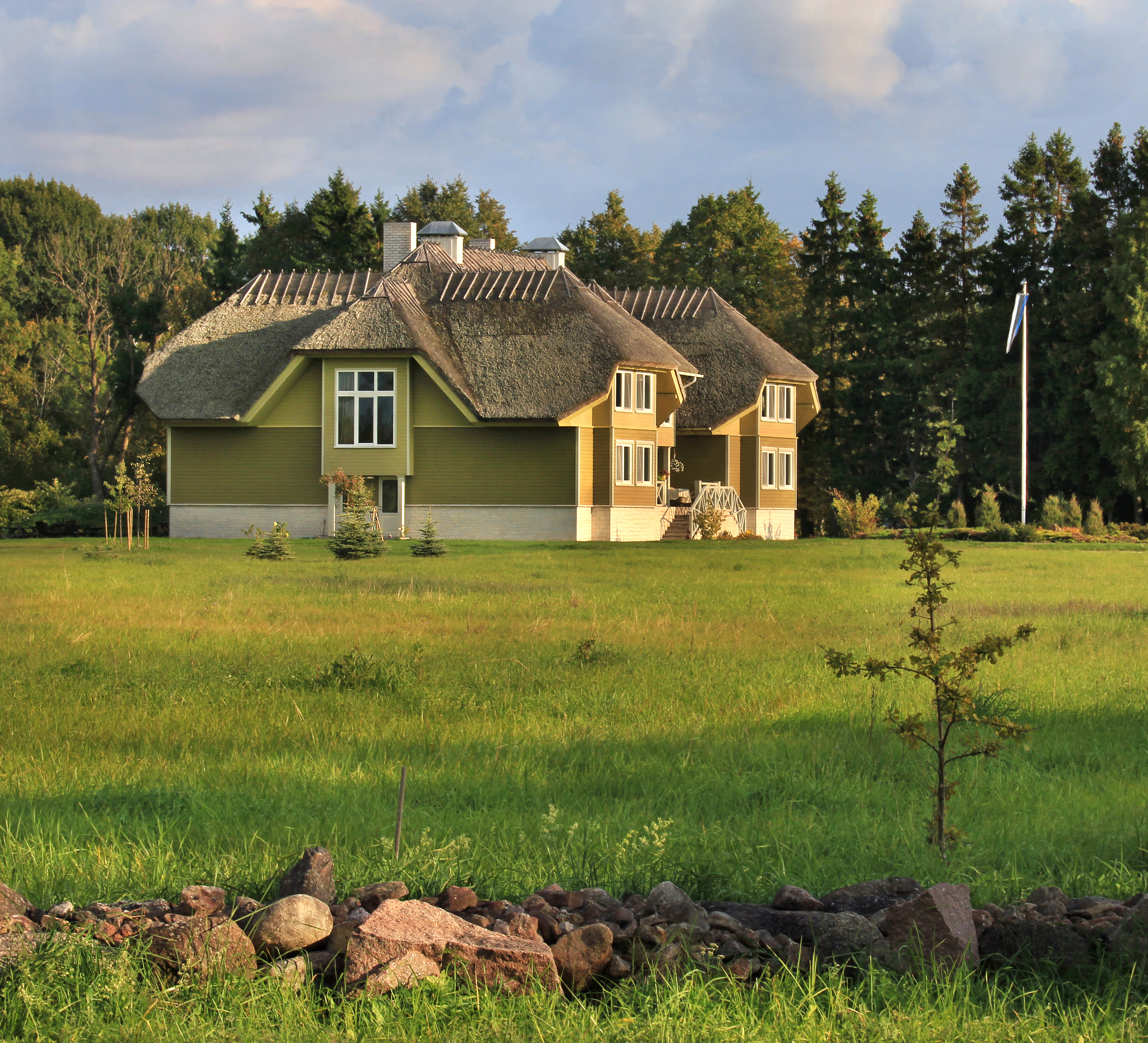
Гостевой дом Алтмыйза (Эстония)
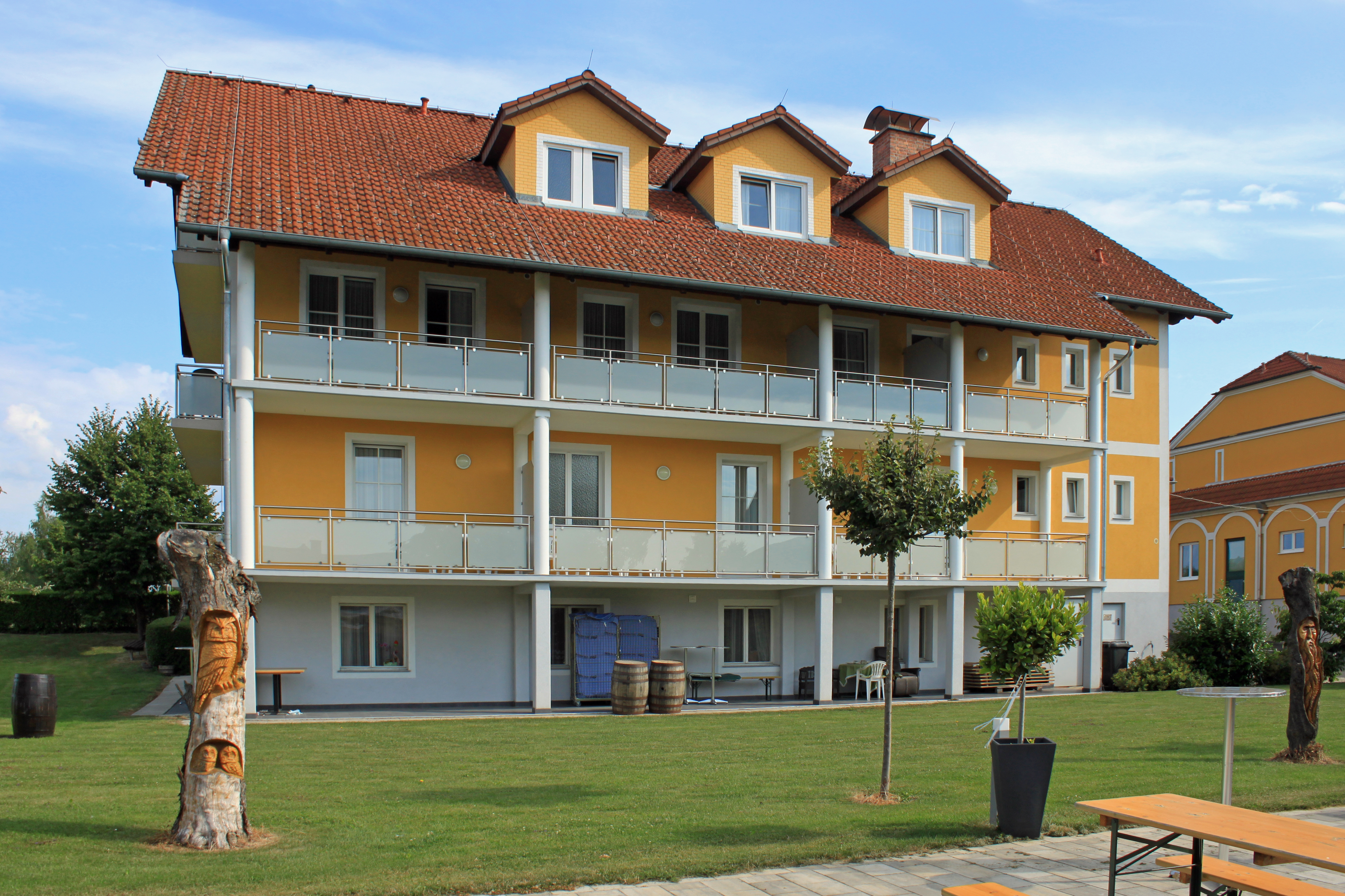
Гостевой дом Rabenbräu (Лафниц, Австрия)
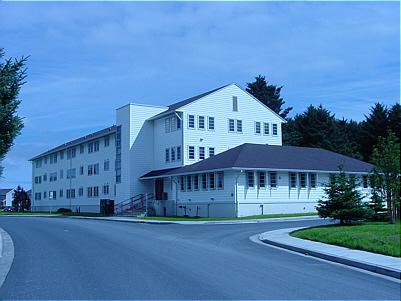
Гостевой дом в Кадьяке (Аляска, США)
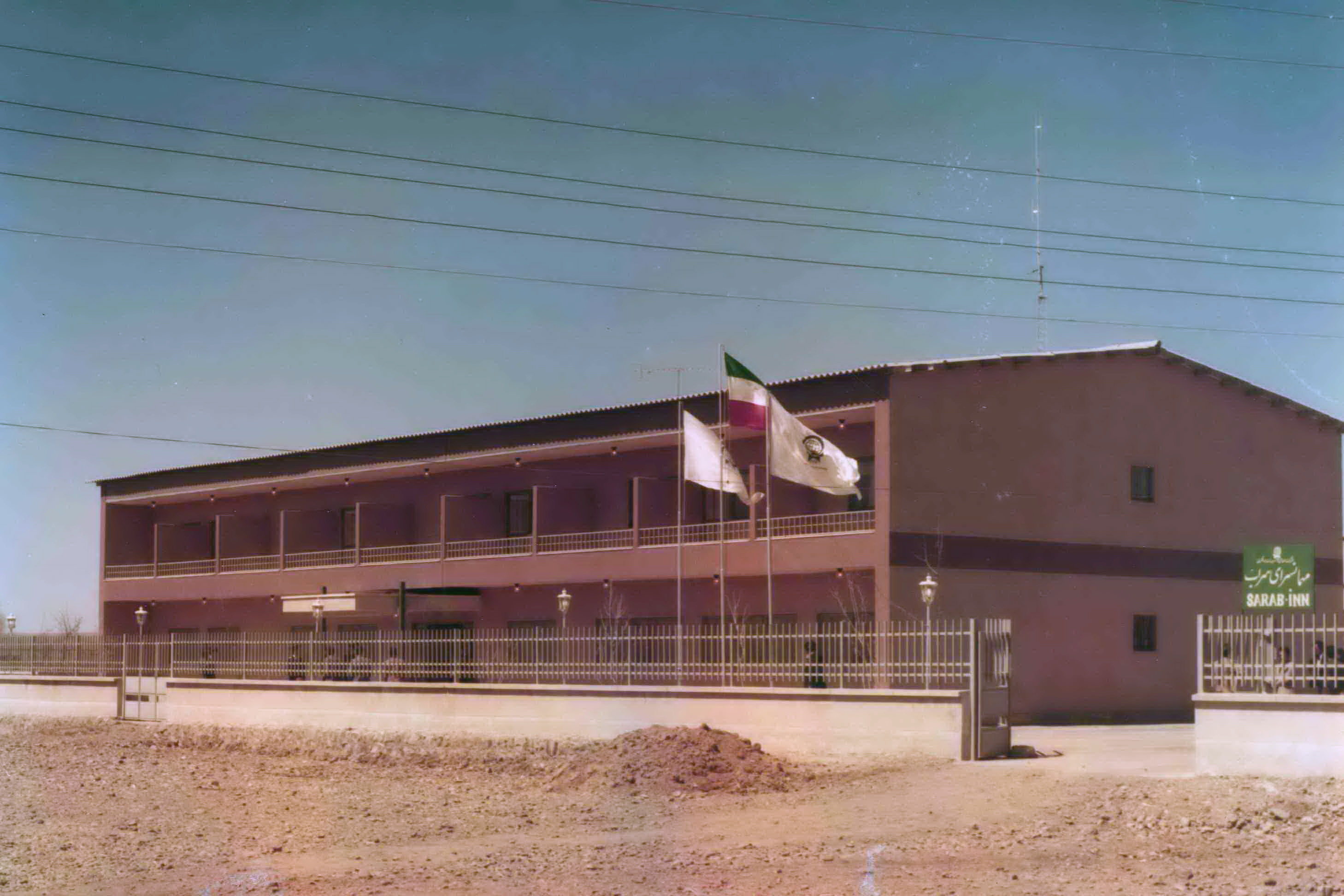
Гостевой дом в Серабе (Иран)
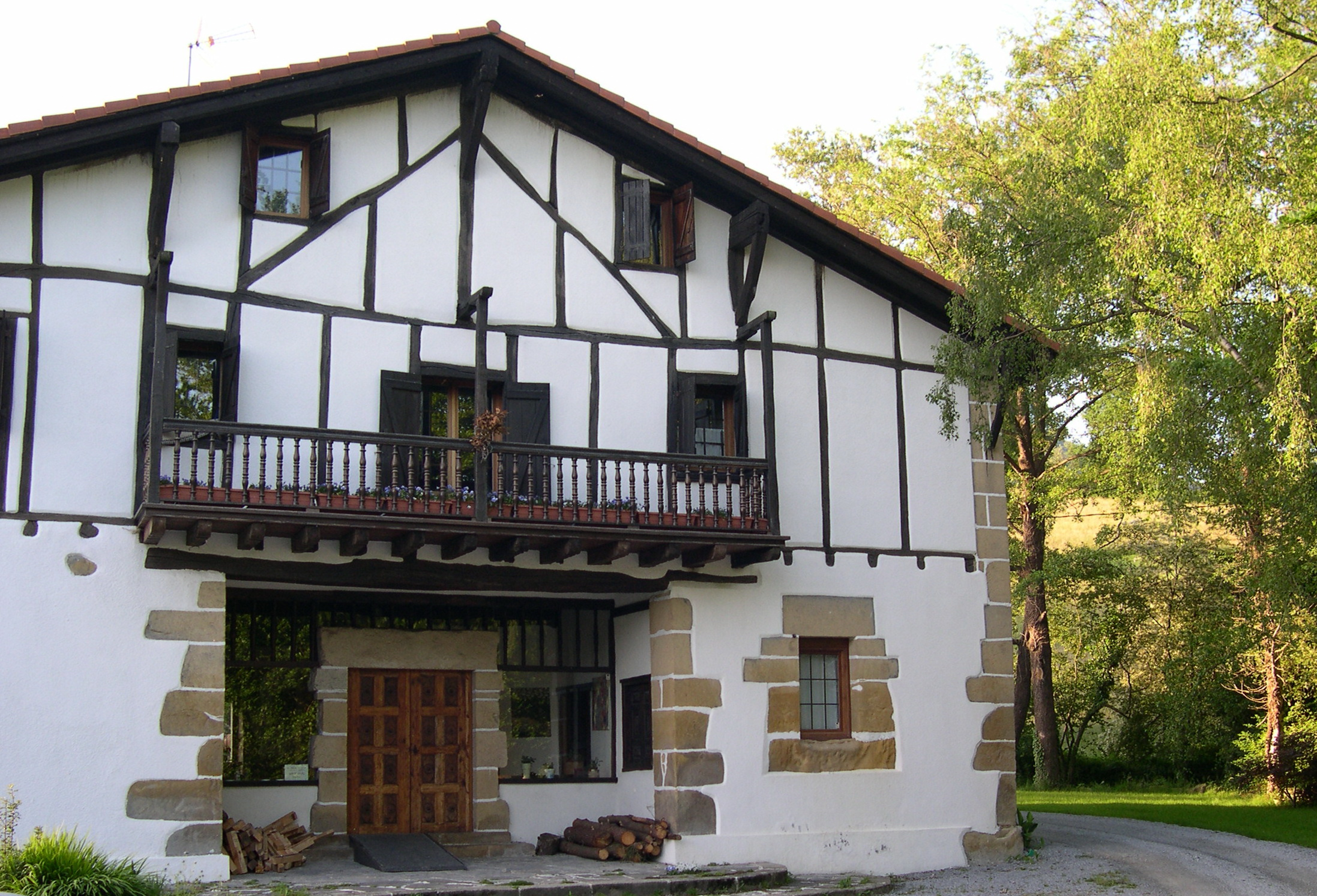
Гостевой дом в Лесо (Испания)
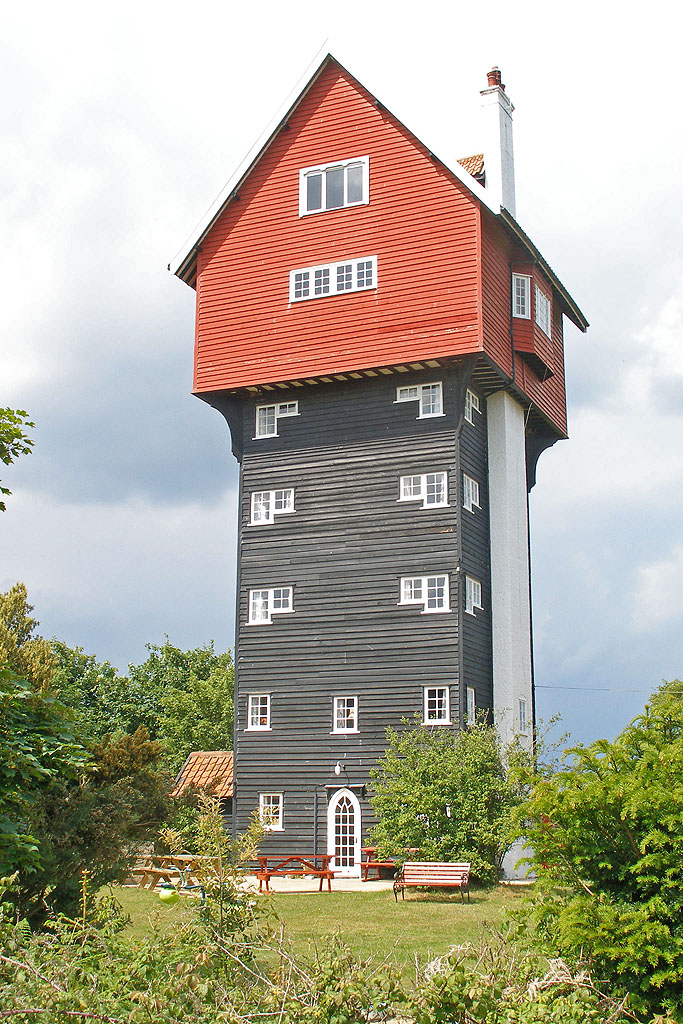
«Дом в облаках» в Англии